# Tana (thikana)
Tana fou un estat tributari protegit, una thikana feudataria de Mewar amb 22 pobles i 40 km². La thikana fou concedida a Daulat Singhm, fill de Raja Rana Chandrasenji de Bari Sadri, pel Maharana Sangram Singh II de Mewar el 1717.

## Llista de rages
- Raj Rana DAULAT SINGH 1717-
- Raj Rana NATH SINGH (fill de Raj Rana Kirti Singh de Bari Sadri, adoptat)
- Raj Rana GHULAB SINGH (fill)
- Raj Rana KISHOR SINGH
- Raj Rana HAMIR SINGH
- Raj Rana BHAIRAV SINGH (Bhairon Singh) abans de Kalyanpura (Gogunda), descendent de Raj Rana Sajoji
- Raj Rana DEVI SINGHJI ?-1898 (fill)
- Raj Rana AMAR SINGH 1899-1918 (fill)
- Raj Rana RATAN SINGH 1918-1949 (fill)
- Raj Rana HARI SINGH 1949-1954 (net)